# Sadar
Il Sadar è un fiume della penisola iberica il cui corso ha luogo nei pressi di Pamplona, capoluogo della comunità autonoma della Navarra. Affluente del fiume Elorz, nasce nelle catene montuose di Aranguren e Tajonar e scorre a ovest della città.
È lungo 19 km, per un bacino di circa 70 km2. La piovosità media che riceve, che ammonta a 700 mm, gli conferisce una portata stimata di 12 hm3 all'anno. Si tratta di un fiume modesto, che difficilmente provoca alluvioni: comprese le sue pendenze, ha una larghezza media di circa 6-8 metri. A Pamplona, nel cui agro si estende per circa 3,7 km, attraversa il campus dell'Università pubblica di Navarra e l'Università di Navarra e sfocia nel fiume Elorz.
La Zolina, un vecchio deposito di percolato artificiale proveniente da miniere di potassio scomparse, corrisponde al bacino del Sadar, sebbene, a causa della concentrazione di sali, le sue acque e il fango rimangano confinati nella sua diga di contenimento.
Ha dato il nome allo stadio El Sadar.